# Raffgardine

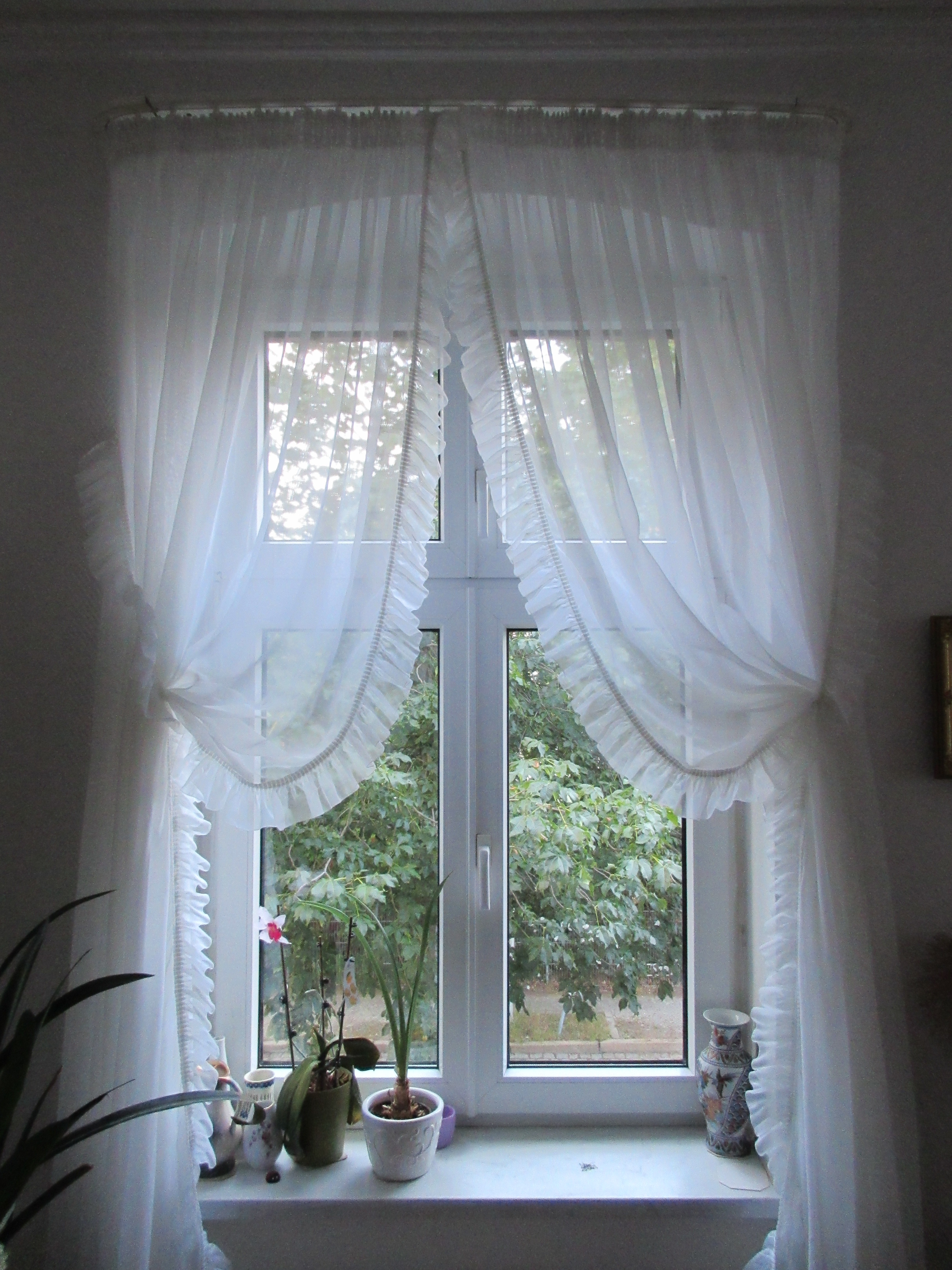
Fenster mit Raffgardine

Als Raffgardine bezeichnet man eine meist aus zwei Schals bestehende Fensterdekoration, die durch Raffen mit einem Raffhalter einen im Bogen durchhängenden Faltenfall erhält.
Im Gegensatz zum angerafften Dekoschal, bei dem ein gerade geschnittener Stoff leicht zur Seite gerafft wird, ist bei dieser Fensterdekoration die Raffung hier sehr deutlich. Sie muss bereits im Zuschnitt der Raffgardine berücksichtigt werden. Der Zuschnitt ist eher anspruchsvoll und erfordert mathematisches Verständnis und Erfahrung. Das Dekorieren erfordert Fingerspitzengefühl und Übung.
Als Stoff eignen sich vor allem leichte, einfarbige Materialien mit gutem Fall wie Voile, Batist oder Marquisette. Gewirkte Stoffe fallen besonders gut, weil sie keine Kett- und Schussrichtung haben.